# Die Küste des Raunens
Die Küste des Raunens (orig.: A Costa dos Murmúrios) ist ein Roman der portugiesischen Schriftstellerin Lídia Jorge.
Das Werk erzählt in einem Rückblick vor dem Hintergrund des Kolonialkrieges die Romanze von Eva Lopo, die als Braut eines jungen Offiziers nach Mosambik kommt. 
Der Roman erschien 1988 bei Publicações Dom Quixote in portugiesischer Sprache. 1993 kam bei Suhrkamp in Übersetzung von Karin von Schweder-Schreiner eine deutschsprachige Ausgabe heraus, zwei Jahre später folgte die Taschenbuchausgabe.

## Verfilmung
Das Buch diente als literarische Vorlage für den gleichnamigen Film A Costa dos Murmúrios, der 2004 unter der Regie von Margarida Cardoso entstand.